# Serrières-de-Briord
Serrières-de-Briord es una comuna francesa del departamento de Ain, en la región de Auvernia-Ródano-Alpes.

## Demografía
| 705 | 773 | 824 | 825 | 834 | 960 | 1 055 | 1 294 |
| Para los censos de 1962 a 1999 la población legal corresponde a la población sin duplicidades (Fuente: INSEE [Consultar]) |     |     |     |     |     |       |       |